# Epiplema signifera
Epiplema signifera är en fjärilsart som beskrevs av W. Warren 1902. Epiplema signifera ingår i släktet Epiplema och familjen Uraniidae. Inga underarter finns listade i Catalogue of Life.